# Баеса
Баеса (ісп. Baeza) — муніципалітет в Іспанії, у складі автономної спільноти Андалусія, у провінції Хаен. Населення — 16 360 осіб (2010).
Муніципалітет розташований на відстані близько 270 км на південь від Мадрида, 37 км на північний схід від Хаена.
На території муніципалітету розташовані такі населені пункти: (дані про населення за 2010 рік)
- Аламос-Бланкос: 0 осіб
- Баеса: 15519 осіб
- Ель-Ботікаріо: 0 осіб
- Донья-Менсія: 0 осіб
- Лас-Ескуелас: 125 осіб
- Гарсієс-Хімена: 1 особа
- Харафе: 0 осіб
- Ла-Лагуна: 15 осіб
- Льянос-де-Сан-Буенавентура: 37 осіб
- Пуенте-дель-Обіспо: 295 осіб
- Ла-Вега-де-Санта-Марія: 0 осіб
- Вільяпардільйо: 0 осіб
- Ла-Єдра: 368 осіб

## Демографія
Динаміка населення (INE ):

## Галерея зображень

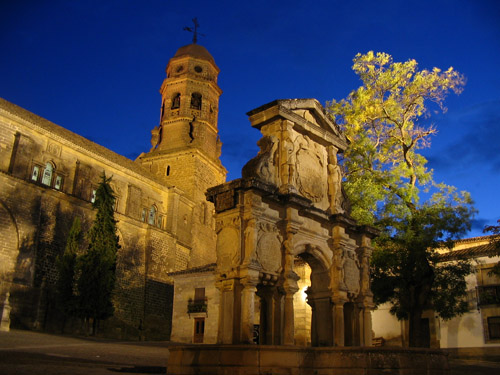
Кафедральний собор Ла-Натівідад-де-Нуестра-Сеньйора у Баесі
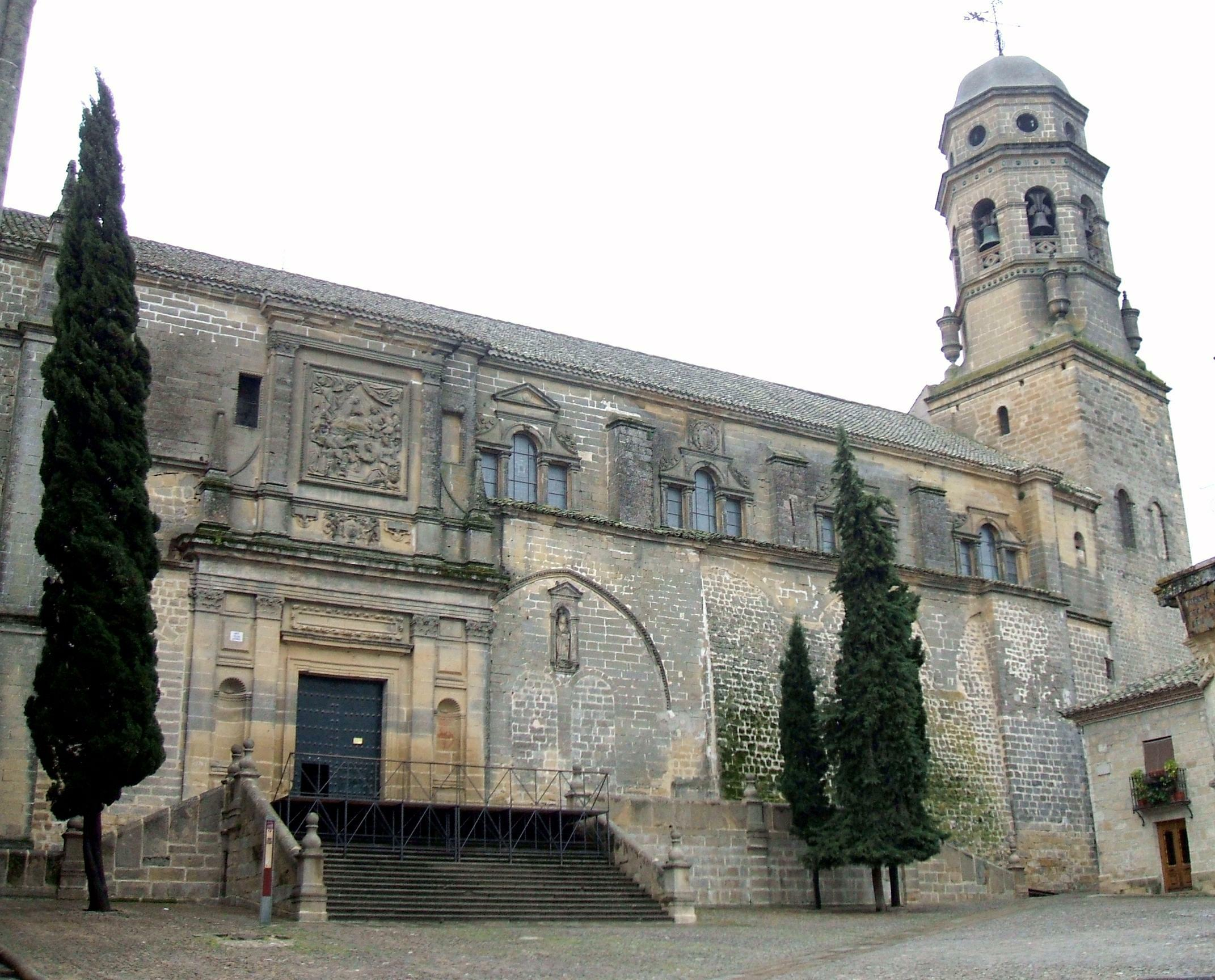
Кафедральний собор
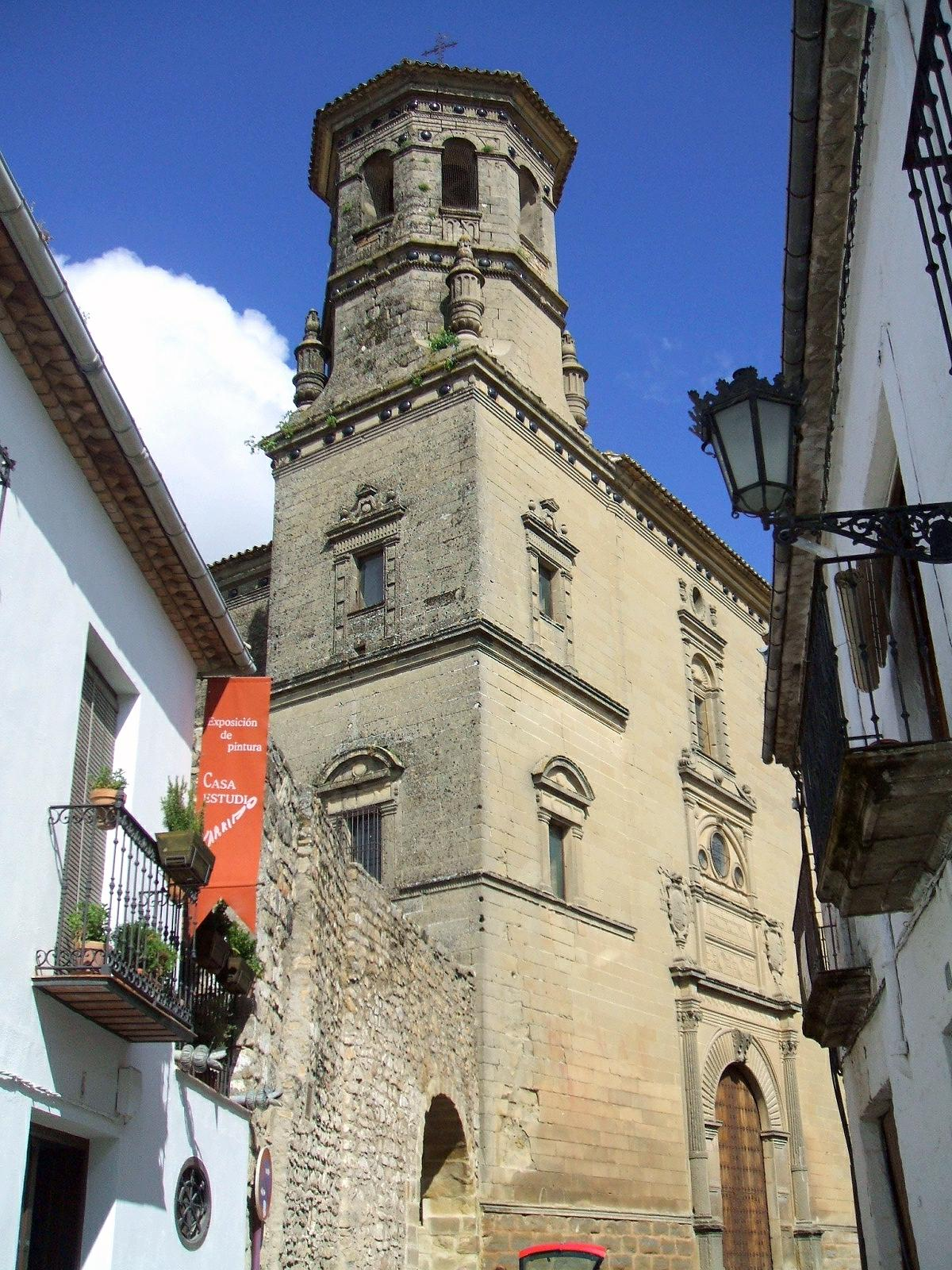
Колишній університет Баеси
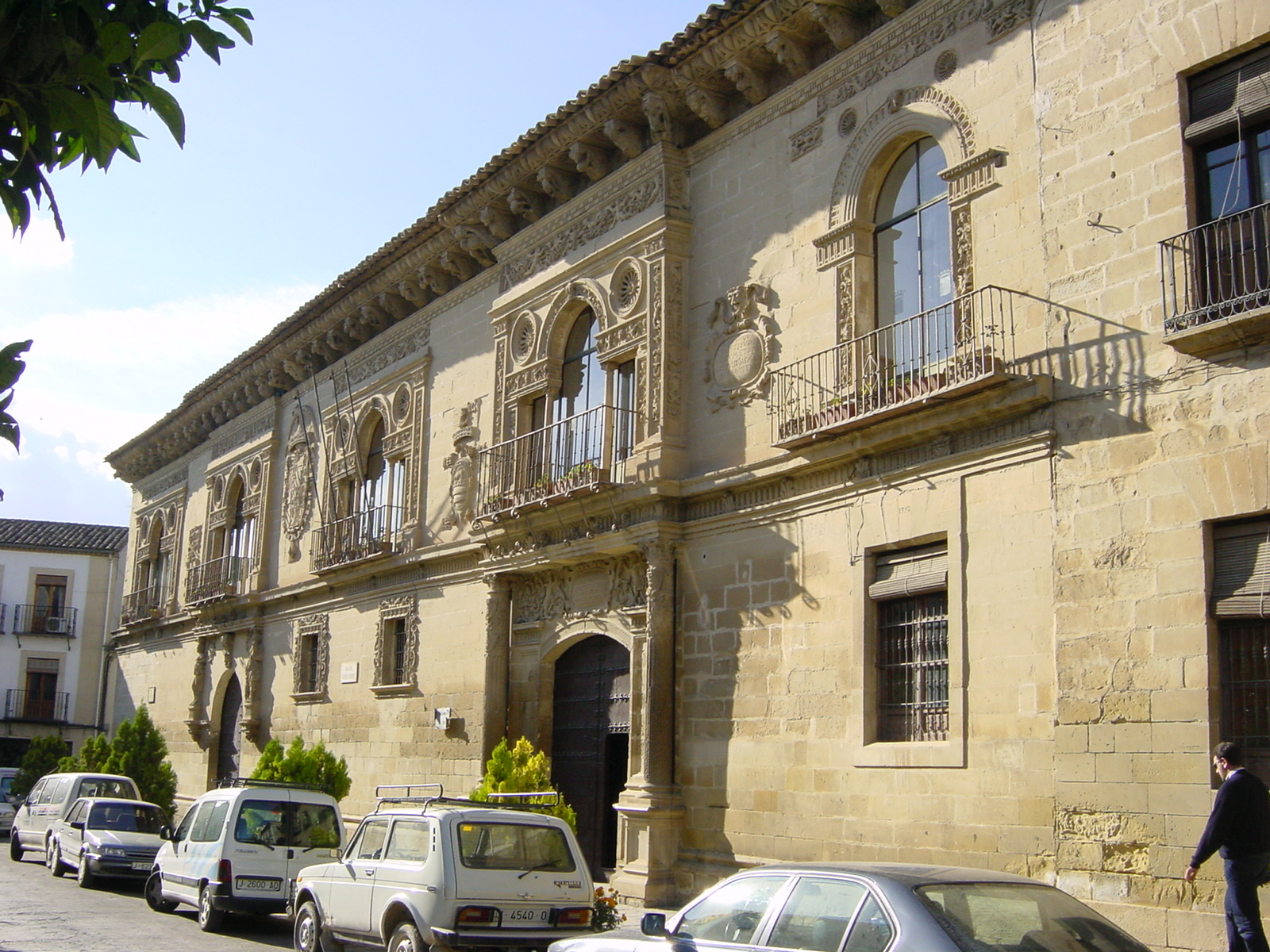
Муніципальна рада
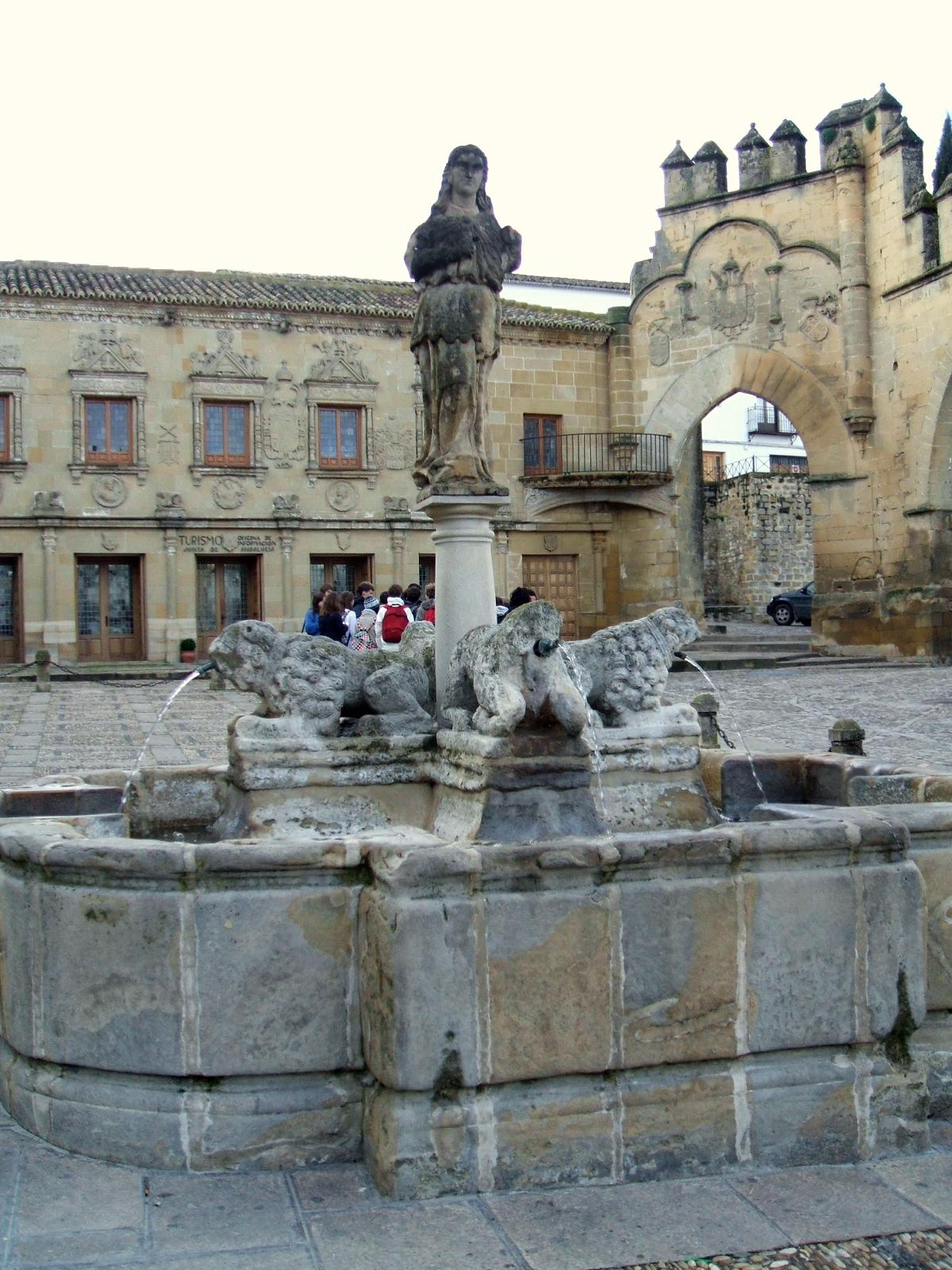
Пласа-дель-Популо
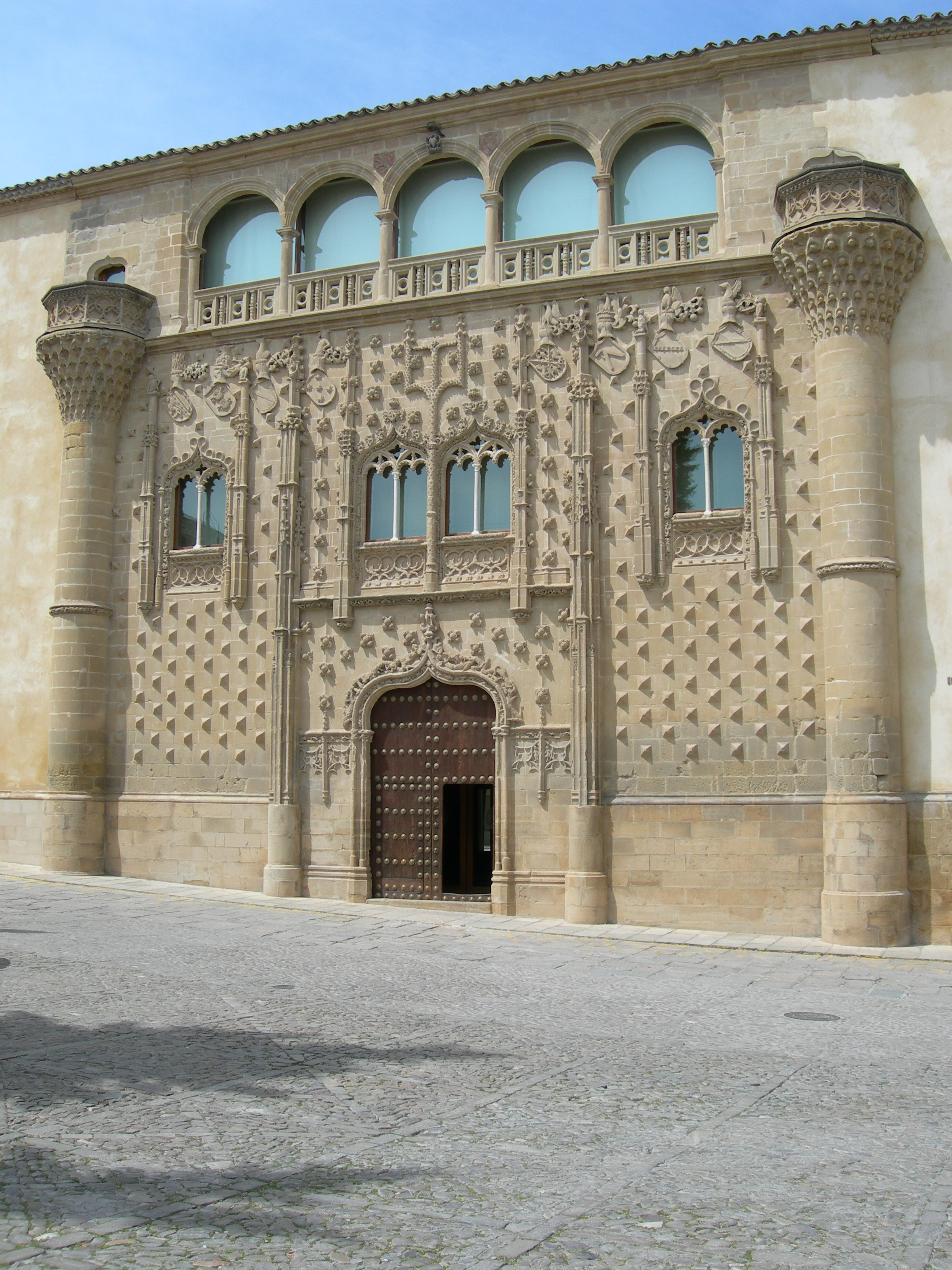
Палац Хабалькінто
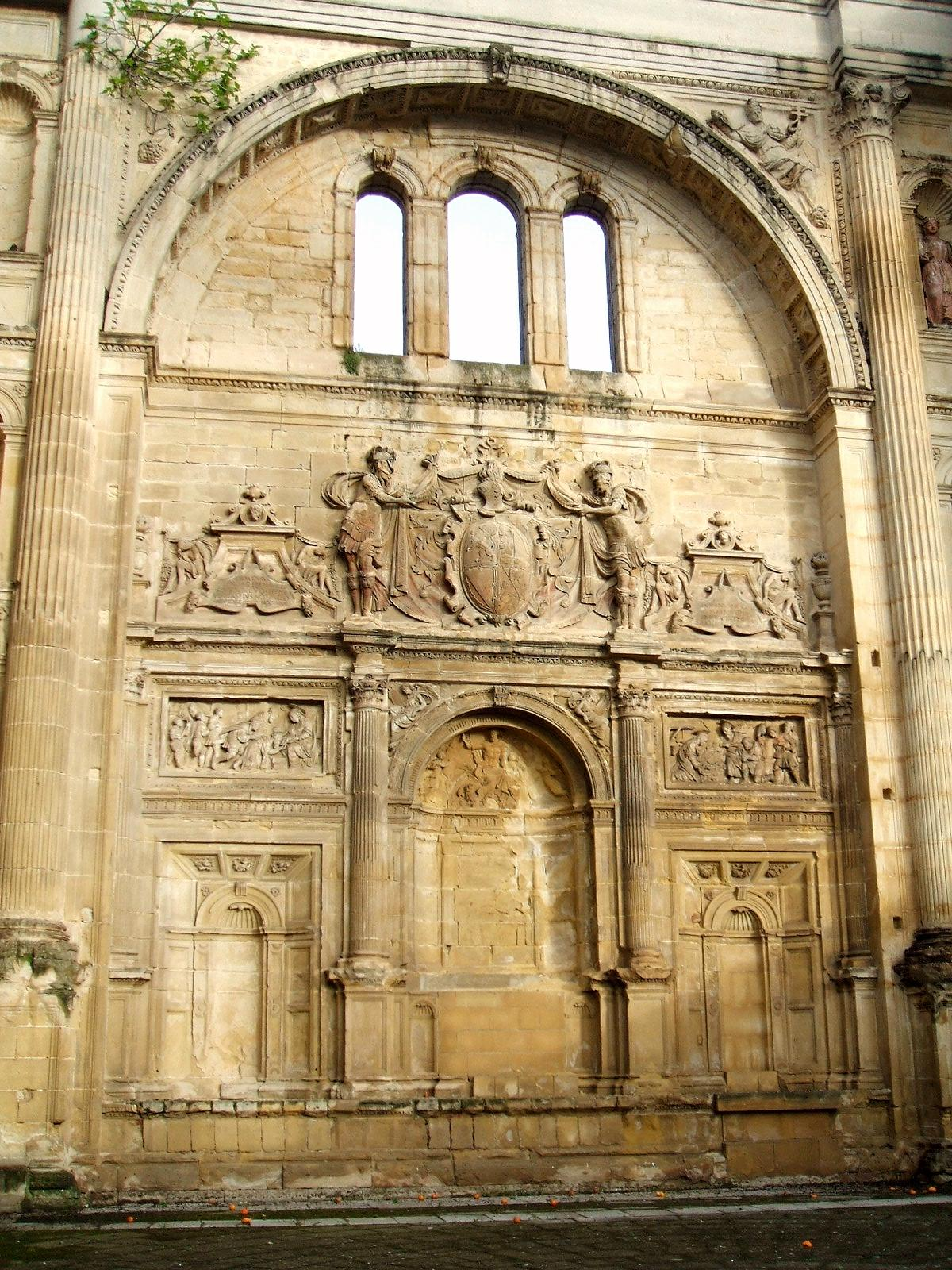
Фасад колишнього монастиря Сан-Франсіско